# زهور الزجاج و العالم المحطم
زهور الزجاج و العالم المحطم (باليابانية: ガラスの花と壊す世界، بالروماجي: Garasu no Hana to Kowasu Sekai) هو فيلم أنمي ياباني من إخراج ماساشي إيشيهاما ومن تأليف فوميهيكو شيمو. ومن إنتاج أيه-1 بكتشرز، عرض الفيلم في اليابان في 9 يناير عام 2016.

## القصة
تدور أحداث القصة عن دول و دوروثي هما برنامجان موجودان داخل "صندوق الحكمة" (حيز عائم بلا جاذبية يتلألأ فيها عدد لا متناهي من الأضواء بألوان مختلفة). مهمتهم هي الدخول إلى العوالم المختلفة التي تحتوي على ذكريات الأشخاص عبر العديد من الجداول الزمنية، وحذف العوالم التي تصاب بالفيروسات. في أحد الأيام تلتقي دول و دوروثي فتاة اسمها ريمو فقدت ذاكرتها ولاتعرف من تكون، وتبحث عن شيء يعرف باسم حديقة الزهور. في أثناء محاولتهما معرفة هويتها، تقضي دول و دوروثي وقتًا مع ريمو لتعلم كيفية العثور على المتعة في أشياء مختلفة يعتبرونها عادةً لا معنى لها.

## الأداء الصوتي
ريمو / والدة ريمو (باليابانية: リモ، بالروماجي: Rimo)
أداء صوتي: يوميري هاناموري
دول (باليابانية: デュアル، بالروماجي: Duaru)
أداء صوتي: ريسا تاندا
دوروثي (باليابانية: ドロシー، بالروماجي: Doroshī)
أداء صوتي: أياني ساكورا
سوميري (باليابانية: スミレ، بالروماجي: Sumire)
أداء صوتي: آي كايانو

## وصلات خارجية
- الموقع الرسمي نسخة محفوظة 26 أغسطس 2015 على موقع واي باك مشين. (باليابانية)
- الموقع الرسمي (بالإنجليزية)
- زهور الزجاج و العالم المحطم على موقع كرانشي رول
- زهور الزجاج و العالم المحطم على موقع IMDb (الإنجليزية)
- زهور الزجاج و العالم المحطم على موقع قاعدة بيانات الفيلم (الإنجليزية)
- زهور الزجاج و العالم المحطم على موقع ليتربوكسد (الإنجليزية)
- زهور الزجاج و العالم المحطم على موقع كينوبويسك (الروسية)
- زهور الزجاج و العالم المحطم على موقع ANN anime (الإنجليزية)